# Both Sides of the Story
Both Sides of the Story is een nummer van de Britse muzikant Phil Collins uit 1993. Het is de eerste single van zijn vijfde studioalbum Both Sides.
Het nummer werd een (bescheiden) hit in Noord-Amerika en Europa. In het Verenigd Koninkrijk haalde het de 7e positie, alsook in de Vlaamse Radio 2 Top 30. In de Nederlandse Top 40 haalde het de 9e positie.